# Roger d'Amécourt
Roger d'Amécourt est un écrivain français.

## Biographie
Il est l'auteur d'un récit épistolaire qui retrace l'existence d'une femme du XXe siècle qui ne supporte pas sa vie d'épouse de bonne famille n'ayant pas choisi son mari.

## Œuvres
- Le Mariage de mademoiselle de La Verne : les avatars de la vertu, Librairie académique Perrin, 1987. Prix Ève-Delacroix 1988[1].  (ISBN 978-2-262-00431-6)